# Micropyle

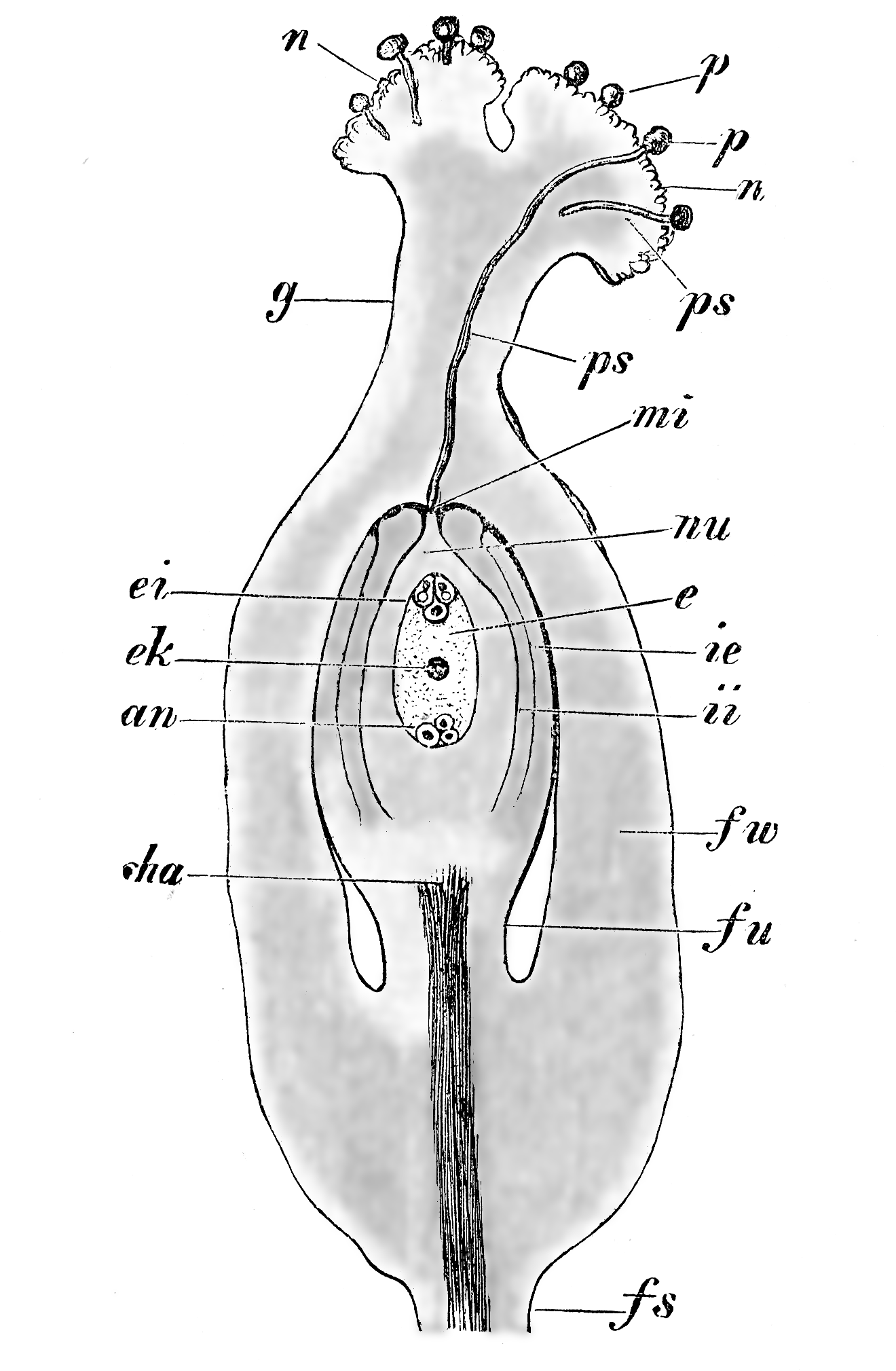
Ovaire de Fallopia convolvulus lors de la fécondation : fu funicule, cha chalaze, nu nucelle, mi micropyle, ii tégument interne, ie tégument externe, e sac embryonnaire, ek noyau du sac embryonnaire, ei oosphère, an antipodes, g style, n stigmate, p grains de pollen, ps tubes polliniques (48 ×).

Le micropyle (du grec micros, très petit et pulè, ouverture) est le très petit orifice de certains éléments reproducteurs femelles. Le terme est employé dans plusieurs domaines :
- Chez les poissons, les amphibiens et les insectes ovipares, c'est une ouverture dans la membrane cellulaire des ovules, orifice de pénétration du spermatozoïde et point de convergence du faisceau des chromosomes. Lors de la ponte, lorsque l'ovule est expulsé dans l'eau, la paroi cellulaire s'hydrate et gonfle rapidement. Cette turgescence entraîne la fermeture du micropyle. S'il n'y a pas eu pénétration d'un spermatozoïde, cela met un terme à toute possibilité de fécondation.
- Chez les plantes à graines, c'est une ouverture dans le tégument de l'ovule, par laquelle le tube pollinique pénètre jusqu'au nucelle (phénomène de porogamie opposé à la chalazogamie).